# Port lotniczy Talara-Capitan FAP Victor Montes Arias
Port lotniczy Talara-Capitan FAP Victor Montes Arias – krajowy port lotniczy zlokalizowany w peruwiańskim mieście Talara.